# 昌福会
昌福会（しょうふくかい）とは、経済的に困窮した朝鮮貴族の救済と品位維持のために朝鮮総督府が設立した財団法人。

## 概要
1929年（昭和4年）9月28日に基金250万円で設立された。困窮した朝鮮貴族の侯爵、伯爵、子爵、男爵にそれぞれ交付金月額（上限）300円、250円、200円、150円を支給し、火災・病気・死亡などが原因の支出にも補助が必要な場合は、特別交付金を支給した。また家産整理もしくは子弟教育のための資金が必要な場合も、その資金を貸与した。事務所は総督府内に置かれ、初代理事長には政務総監の児玉秀雄が就任した。